# 青山剛昌
青山 剛昌（あおやま ごうしょう、1963年〈昭和38年〉6月21日 - ）は、日本の漫画家。鳥取県東伯郡大栄町（現：北栄町）出身。鳥取県立由良育英高等学校、日本大学藝術学部美術学科絵画コース卒。
代表作の『名探偵コナン』と『YAIBA』は、それぞれ小学館漫画賞を受賞し、テレビアニメ化やコンピュータゲーム化がされている。特に『名探偵コナン』は、連載が30年続いており、劇場アニメ化、テレビドラマ化もされている（2021年に発行部数が2億7000万冊を突破）。ほかに、『まじっく快斗』『4番サード』などの作品がある。

## 来歴

### 生い立ち
1963年、鳥取県大栄町（現・北栄町）に4人兄弟の次男として生まれる。子供のころから漫画が好きで描いてはいたが親に叱られるためこっそり描いていた。北栄町立大栄小学校を卒業。小学生の時の卒業文集に「私立探偵専門の漫画家になりたい」と書いており、青山剛昌ふるさと館に展示されているが、本人はそのことを覚えていなかったと発言している。
北栄町立大栄中学校時代、民藝運動に関わる染織家で美術教師の吉田たすくから絵を褒められ、「やりたいことがあったらそれをやったらいいよ」と薦められ、美術関係の道を考えるようになった。
鳥取県立由良育英高等学校に進学。剣道少年であり、部活動は小中高とずっと剣道部に在籍していたが、アニメーターに憧れて高2から美術部に入った。

### 大学時代とデビュー
漠然と美術教師を目指して日本大学芸術学部へ進学する。大学時代は漫画研究部「熱血漫画根性会」に所属。元々はアニメーターを志望していたが、漫研の先輩である矢野博之に「アニメーターよりも漫画家のほうが儲かる」と言われ、漫画家を目指すことになる。
ちばてつやの大ファンであり、『おれは鉄兵』が好きだったことから『週刊少年マガジン』に持ち込み、佳作をもらい、担当編集者とも上手く行っていたが、ある時、編集長から「青山くんの絵が気に食わない」「このまま『マガジン』でやるなら絵柄を変えたほうがいい」と担当経由で伝えられ、『マガジン』でやっていくことを断念。
その後、講談社を出て、持ち込み先を選ぶために近くの本屋へ雑誌を探しに行き、その場にあった『週刊少年サンデー』を見たことやあだち充のファンで絵が可愛いこともあり、編集部へ連絡し、その足で原稿を持ち込んだ。この時に原稿を見てくれた編集者の世話になり、1986年、『ちょっとまってて』で小学館新人コミック大賞に入選し、同作でデビューした。
それを機に就職活動はせず、生活費は『ひらけ!ポンキッキ』の背景を描くアルバイトをしたり新人賞の賞金を使ったりして、半年間は頻繁にネームを編集者へ持って行った。

### デビュー後
1987年に、『週刊少年サンデー』増刊号で『まじっく快斗』の連載を開始。
1988年には、『週刊少年サンデー』でチャンバラアクション漫画『YAIBA』の連載を開始する。これが人気作となり初の長期連載となって、1993年に『YAIBA』で第38回小学館漫画賞・児童部門を受賞。その後、『剣勇伝説YAIBA』としてテレビアニメ化される。
1994年（平成6年）、『週刊少年サンデー』で『名探偵コナン』の連載を開始する。これはサンデー編集部から、「『マガジン』で『金田一』がヒットしているので、『サンデー』でも推理モノのマンガをやってほしい」と打診されたのを受けて描き始めたものだった。この経緯から青山自身はコナンの開始当初あまり乗り気ではなく、ネタ的に続かないため3か月程度で終わるだろうと思っていた。
しかし青山の予想に反して、作品は大ヒットを記録し、サンデー2024年5号で連載30周年を迎えるロングセラー作品となる。1996年にはテレビアニメ化されたほか、劇場版アニメも2025年までに28作が作られた。

### 2000年代以降

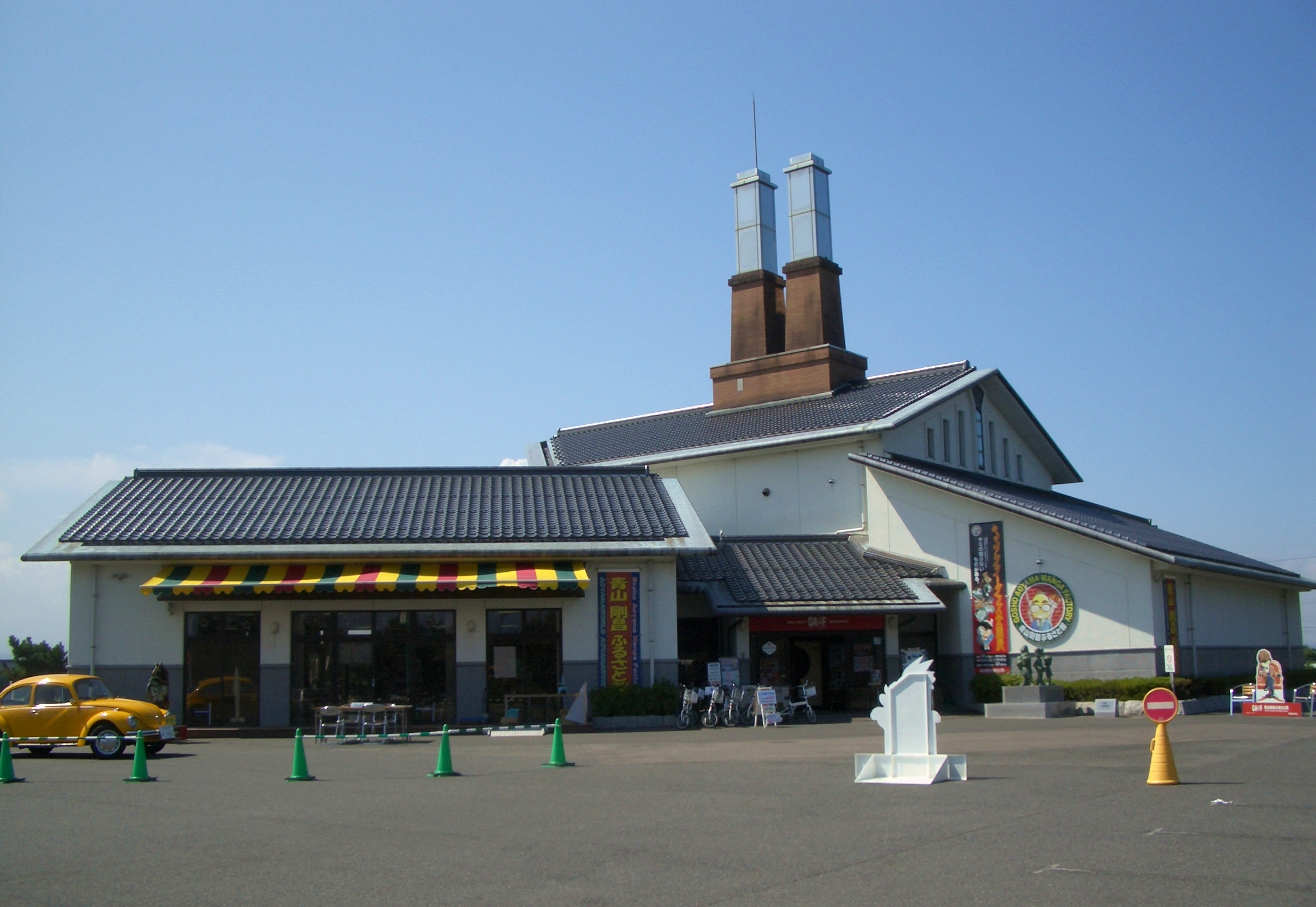
青山剛昌ふるさと館

2005年、アニメで江戸川コナン役の声優をしていた高山みなみと結婚、2007年に離婚。
2007年3月18日には出身地である鳥取県北栄町の道の駅大栄に青山剛昌ふるさと館が開館した。
2017年、画業30周年を記念して『青山剛昌 30周年本』が発売された。また石ノ森萬画館で名探偵コナン原画展が開催された。12月13日、療養と充電のため、『名探偵コナン』の再開時期未定の長期休載が、『週刊少年サンデー』第3・4合併号で発表された。2018年4月に連載を再開した。「NEWS ZERO」にVTR出演した際には4か月の休養については編集部の意図であり、青山本人は「病床に伏せっていたわけではない」と述べている。
2022年には小学館、集英社という出版社の垣根を越えて週刊少年ジャンプの代表作家である尾田栄一郎とのコラボレーションと対談が実現している。

## 年譜
- 1986年（昭和61年） - 『ちょっとまってて』で第19回小学館新人コミック大賞入選、デビュー（『週刊少年サンデー』1987年3・4合併号（1986年12月24日発売）に掲載）。
- 1987年（昭和62年） - 『週刊少年サンデー』増刊号で『まじっく快斗』の連載を開始。
- 1988年（昭和63年） - 『週刊少年サンデー』で『YAIBA』の連載を開始。
- 1993年（平成5年） - 『YAIBA』で第38回小学館漫画賞（児童部門）受賞。『YAIBA』が『剣勇伝説YAIBA』としてテレビアニメ化される。
- 1994年（平成6年） - 『週刊少年サンデー』で『名探偵コナン』の連載を開始。
- 1996年（平成8年） - 『名探偵コナン』がテレビアニメ化される。
- 2001年（平成13年） - 『名探偵コナン』で第46回小学館漫画賞（少年部門）受賞。
- 2003年（平成15年） - 『名探偵コナン』のコミックの総発行部数が1億冊を突破。
- 2005年（平成17年） - 高山みなみと結婚
- 2007年（平成19年）3月18日 - 青山剛昌ふるさと館が開館。同年、高山みなみと離婚。
- 2014年（平成26年） - 『まじっく快斗』が『まじっく快斗1412』としてテレビアニメ化される。
- 2017年（平成29年） - 『名探偵コナン』のコミックの総発行部数が2億冊を突破[26]。
- 2024年 (令和6年)  -  『YAIBA』が『真・侍伝 YAIBA』として再テレビアニメ化。
- 2025年（令和7年） - 第75回芸術選奨文部科学大臣賞（メディア芸術部門）受賞[27]。

## 人物
家族
2005年5月5日に声優の高山みなみと結婚。青山自身の作品『YAIBA』の主人公・鉄刃（くろがねやいば）役や、『名探偵コナン』の主人公・江戸川コナン役として出演しており、それがきっかけとなって2004年1月頃から交際に発展し、翌2005年3月に高山から逆プロポーズした。愛猫は結婚祝いにアシスタント達から贈られたロシアンブルーのカイト。
その後、2007年12月10日に離婚したことが報じられた。青山は締め切りが近づくと仕事場に「缶詰め」になることが多く、売れっ子声優である高山も多忙を極めたことから、すれ違いの生活が続いて溝を埋めるのが難しい状況になったことが原因とされる。
2002年に『名探偵コナン』の制作は1つのエピソードが描き終わると仮眠、起きるとその日のうちに編集者と次の話作りに取りかかり結末まで一気に3、4話を打ち合わせ、3日間でネームを仕上げ、再び打ち合わせ、そして4日間でペン入れと仕上げという1週間の流れで原稿を完成させており、睡眠するときくらいしか休みはなく休載時に旅行へ出かけてもコナンのことを考えて完全な休みはないと話している。
「結婚するとこの生活が続けられない」と質問されたのに対して、「結婚するとペースを維持できない」と肯定しており、上の人から何を言われても勝手にさせてもらわないとやらないと言ったこともあり、生活も作品も好き勝手にやっているから続けていけるんだろうと語っていた。
親族
4人兄弟の次男で、兄は科学者、1つ下の弟は実家を継いでエンジニア、1番下の弟が米子市の病院に勤務する医師。科学的なことは兄に聞き、アニメにも詳しいことから登場人物の声優は誰がいいか助言を受けたり、死亡推定時刻などは医師である弟に聞き、もう1人の弟から車関係のことを聞いている。また、従兄弟の一人に小学校教員がおり、県警の警視であるアシスタントの義父も合わせて、コナンを描くときのアドバイスを貰っているとのこと。従兄弟の一人にはお笑いコンビ・オキシジェンの田中知史がいる。
趣味・嗜好
- B'z、ZARDの大ファンであり、1997年以降の『名探偵コナン』の主題歌を双方の所属するビーインググループ所属のアーティストが担当していることの所以の一つである。
- テレビドラマ『相棒』のファン。2011年1月1日放送のseason9・第10話（元日SP）『聖戦』では、鑑識役としてカメオ出演した[36]。
- モンキー・パンチ、ちばてつや、あだち充の大ファンである。
- 『ルパン三世』『機動戦士ガンダム』が好きで、度々インタビューなどで話題に出している他、『コナン』において『ルパン』や『ガンダム』関連の要素を取り入れることもある。
- コンピューターゲームも好きで、『艦これ』にハマっていることがファンブックにおいて触れられている。
- 小学4年から高校2年まで剣道をやっていたため、自身の作品にも剣豪キャラが出るなどの影響が出ている。
- 好きな色は青紫。
- 熱烈なサッカーファンとしても知られており、サッカー日本代表のことは93年のドーハの悲劇がきっかけでその頃からずっと応援し続けている。元イタリア代表のロベルト・バッジョのファンでもある[37]。
- 漫画家として挫折した事はなく、物欲もあまりなく、漫画さえ描けていればそれでいいと答えている[38]。
- 読売ジャイアンツのファン[39]。

食べ物
- 好きな食べ物はカレーライス[40][41]。また、サントリーのウーロン茶も大変好んでおり、長年に渡り日頃から愛飲しているという。なお、『コナン』の扉絵での作者メッセージにおいては、度々取材先などの食べ物の話題を出している。
- レーズンが嫌い。そのため『名探偵コナン』特別編にて主人公・江戸川コナンの嫌いな食べ物は青山と同じレーズンであるという設定の話が出されたことがある[42]。納豆も嫌いであったが、ある時テレビ番組で、ひきわり納豆と細切り豚肉を合わせて炒めるとおいしいと言っていたため試したところとても美味しく、そこから納豆が大好きになった[38]。

その他
- 身長は174センチで工藤新一と同じ[1]。
- 漫画家の中では比較的メディア出演が多い。
- デビュー間も無い頃に『痛快なりゆき番組 風雲!たけし城』（TBS）に挑戦者として出演している[43]。結果は「悪魔の館」で丹古母鬼馬二扮する悪魔に捕まり、顔面に墨を塗られて失格[注 3]。
- 大学時代、東京ディズニーランドのカリブの海賊の背景を描いている。描いた場所は海賊船が出てくる直前の、海賊たちが荒らしている街のレンガであり、その時にもらった記念の小切手を失くしたときはショックを受けたという[44][45]。尚、現在はリニューアルされたため、青山が描いたレンガは無くなっている。
- アシスタントは全員大学時代の漫画研究部の同級生や後輩であり、投稿作から現在に至るまで誰一人欠けることなく同じメンバーである[38]。
- 『美少女戦士セーラームーン』の作者である武内直子から「快斗がタキシード仮面のモデルなんですよ。」と言われたことがあるという[38]。
- 『名探偵コナン』87巻に収録されている「蘭GIRL」「新一BOY」は、2015年に入院した時に、もしかしたらこの先、漫画が描けなくなるかもしれないと感じ、「これだけは残しておきたい！」「絶対に描きたい！」と本気で思い、描いた作品であり、コナンのエピソードの中で一番好きだと答えている[38]。
- 心の底から一番描きたいのは『まじっく快斗』で、「コナンは終わるかもしれないけど、まじっく快斗は終わらないかもしれない」と答えている[38]。
- SNSアカウントは持っていないが、『あつまれ どうぶつの森』の機能を用いてファンにコメントをしたり、今後の原作や映画の展開を匂わせたりしている。
- 『相棒』関係では、前述のカメオ出演のほか、『名探偵コナン』の単行本カバーに記載されている「青山剛昌の名探偵図鑑」で主人公・杉下右京を紹介している[46]。

## 作風
「（主人公やヒロインの精神年齢に対する）肉体の年齢が、ある日突然大きく狂わされる」または「肉体の年齢を飛び越える」というモチーフを多く使用している。例えば、年上の恋人と同い年になるためにタイムスリップを試みる少年を描いたデビュー作『ちょっとまってて』、桜が起こした奇跡で青年の姿に若返った老剣士が、つかの間蘇った青春を楽しむ活劇『プレイ イット アゲイン』、永遠の命をもたらす伝説の宝石を追う組織に父親を殺害された高校生が、組織の野望を砕くために二代目怪盗として活躍する『まじっく快斗』、若い娘の生気を吸い老婆に変える宇宙人の女王によってヒロインが老婆の姿にされる『YAIBA』かぐや編、名探偵として名を馳せた高校生が未完成の毒薬の作用で小学1年生相当の姿に若返り、探偵としての地位や証言能力を失った状態で正体を隠したまま組織を追うため、奇想天外な秘密道具の行使や幼馴染の父を影武者に仕立て上げる事で子供姿のまま探偵稼業を続ける『名探偵コナン』など。
以前は作品が完結しないで連載・執筆を終えることもあった。しかし『名探偵コナン』の最終回のプロットは、作者自身の頭の中ですでに出来上がっていると話している。その後2019年4月24日に放送された『1周回って知らない話』にゲスト出演した際には最終回のオチが本格的に決まったことを明かしている。
アニメーター志望であったこともあり、『剣勇伝説YAIBA』の最終回や『名探偵コナン』の劇場版、2019年1月12日放送の新春・連載1000回記念2週連続1時間スペシャル『紅の修学旅行（恋紅編）』では、原画や絵コンテをはじめ、ゲストキャラクターのデザインや脚本の監修など（いずれも一部）、積極的に関わっている。原画は、主にクライマックスなど、キャラクターの見せ場となるシーンを担当している。
絵の特徴の一つである目のハイライトの入れ方のルーツは、大学1年の時にハマっていた『戦闘メカ ザブングル』のキャラの瞳であり、通称「ネジ目」と呼ばれる虹彩のない瞳に1本のハイライトが入ったデザインを変化させ、もっとキラキラさせたのが最初とのこと。また、光の入れ方には「目線の逆方向に入れる」という法則がある。この特徴的な目の描き方について「これは発明した！」と答えている。

## 作品一覧

北栄町で開催される「すいか・ながいも健康マラソン」がモチーフとなっている石製モニュメント。

- 収録：短編集=青山剛昌短編集、単行本＝作品独自の単行本あり。

| タイトル                         | 形式 | 掲載誌                                                                      | 収録                                                       | 備考                                 |
| -------------------------------- | ---- | --------------------------------------------------------------------------- | ---------------------------------------------------------- | ------------------------------------ |
| ちょっとまってて                 | 読切 | 『週刊少年サンデー』（1987年3・4合併号）                                    | 短編集                                                     | デビュー作                           |
| さりげなくルパン                 | 読切 | 雑誌未発表                                                                  | まじっく快斗5巻 短編集(少年サンデーブックス版、文庫版のみ) | 『まじっく快斗』の原型とされる作品。 |
| 夏のサンタクロース               | 読切 | 『週刊少年サンデー』（1987年15号）                                          | 短編集                                                     |                                      |
| まじっく快斗                     | 連載 | 『週刊少年サンデー』『週刊少年サンデー増刊号』（1987年26号 - 不定期連載中） | 単行本                                                     |                                      |
| サンデー19show さまよえる赤い蝶  | 読切 | 『週刊少年サンデー』（1988年6号）                                           | 短編集                                                     |                                      |
| 探偵ジョージのミニミニ大作戦     | 連載 | 『週刊少年サンデー』（1988年18号 - 20号）                                   | 短編集                                                     |                                      |
| プレイ イット アゲイン           | 読切 | 『週刊少年サンデー増刊号』（1988年5月号）                                   | 短編集                                                     | 『YAIBA』の原型とされる作品。        |
| えくすかりばあ                   | 読切 | 『週刊少年サンデー増刊号』（1988年8月号）                                   | 短編集                                                     | 『4番サード』の原型とされる作品。    |
| YAIBA                            | 連載 | 『週刊少年サンデー』（1988年39号 - 1993年50号）                             | 単行本                                                     |                                      |
| 4番サード                        | 連載 | 『週刊少年サンデー増刊号』（1991年1月号 - 1993年2月号)                      | 単行本 短編集(少年サンデーブックス版、文庫版のみ)          |                                      |
| 名探偵コナン                     | 連載 | 『週刊少年サンデー』（1994年5号 - 連載中）                                  | 単行本                                                     |                                      |
| Tell Me A Lie 〜私にウソをついて | 読切 | （2007年週刊ヤングサンデー読切（ショートショート）作品）                    | 短編集（新装版のみ）                                       |                                      |

### 原作担当漫画
| タイトル                    | 形式 | 掲載誌                                                      | 担当 | スタッフ                                                                                        | 収録   | 備考                             |
| --------------------------- | ---- | ----------------------------------------------------------- | ---- | ----------------------------------------------------------------------------------------------- | ------ | -------------------------------- |
| 名探偵コナン 特別編         | 連載 | 小学館の学年別学習雑誌→コロコロイチバン!（1996年 - 連載中） | 原案 | まんが 山㟁栄一 阿部ゆたか・丸伝次郎/プロット：平良隆久 太田勝と江古田探偵団 → 太田勝・窪田一裕 | 単行本 | 『名探偵コナン』のスピンオフ作品 |
| AKB48殺人事件               | 連載 | 『週刊少年サンデー』（2012年31号 - 2012年41号）             | 原作 | 原案：秋元康、作画：梧桐柾木                                                                    | 単行本 |                                  |
| 名探偵コナン 犯人の犯沢さん | 連載 | 週刊少年サンデーS（2017年7月号 - 連載中）                   | 原作 | 作画：かんばまゆこ                                                                              | 単行本 | 『名探偵コナン』のスピンオフ作品 |
| 名探偵コナン ゼロの日常     | 連載 | 週刊少年サンデー（2018年24号 - 2022年26号）                 | 原作 | 作画：新井隆広                                                                                  | 単行本 | 『名探偵コナン』のスピンオフ作品 |

## 書籍情報

### 少年サンデーコミックス
- まじっく快斗 - 既刊5巻
- YAIBA - 全24巻
- YAIBA 新装版 - 全24巻
- 4番サード - 全1巻
- 青山剛昌短編集 - 全1巻
- 青山剛昌短編集 新装版 - 全1巻
- 名探偵コナン - 既刊107巻

### 少年サンデーコミックス スペシャル
- まじっく快斗 TREASURED EDITION - 既刊5巻

### 少年サンデーコミックス ワイド版
- YAIBA ワイド版 - 全12巻

### 少年サンデーブックス
- 青山剛昌短編集 4番サード - 全1巻

### 小学館文庫
- YAIBA 文庫版 - 全10巻
- 青山剛昌短編集 4番サード 文庫版 - 全1巻

## その他の参加作品
- SUPER人生ゲーム（ゲーム、1994年、タカラ） - キャラクターデザイン
- ライブ・ア・ライブ （ゲーム、1994年、スクウェア）幕末編のキャラクターデザイン
- CM：江崎グリコ『アイスの実』「AKB48殺人事件」篇（2012年6月25日 - ）※原作担当
- 日本テレビ系列『24時間テレビ 「愛は地球を救う」』 - 第48回（2025年）のチャリTシャツデザイン

## テレビ・ラジオ出演
- プロフェッショナル 仕事の流儀（2024年5月21日、NHK総合）
- 第75回NHK紅白歌合戦（2024年12月31日、NHK総合・ラジオ第1） - ゲスト審査員